# 王季平 (1915年)
王季平（1915年—？），男，直隶（今河北）曲周人，中华人民共和国政治人物。曾任长春市革命委员会副主任，吉林省人民政府副省长。